# La vita in un giorno
(Tagline del film)
La vita in un giorno è un film documentario il cui progetto - un esperimento globale per la creazione del più grande lungometraggio generato dagli utenti - è stato annunciato da YouTube il 6 luglio 2010. È classificato come il primo Social Movie della storia.
Il 24 luglio 2010, gli utenti della community di YouTube, hanno avuto 24 ore di tempo (esattamente dalle 00:01 alle 23.59) per immortalare uno spaccato della propria vita con una videocamera ed inviare il/i file al relativo canale YouTube del progetto entro il 31 luglio 2010. Il produttore esecutivo è stato Ridley Scott che ha fatto selezionare i filmati dal regista Kevin Macdonald, già Premio Oscar al miglior documentario nel 2000, e montare i video selezionati da Joe Walker.
Il film completo dura 94 minuti e 57 secondi ed include scene tratte da 4.500 ore di girato disponibile in 80.000 iscrizioni provenienti da 140 nazioni. Il film sviluppa vari momenti del nostro esistere, sottolineando come questi facciano parte della nostra natura umana: dalla nascita a un nuovo risveglio, il bagno di prima mattina, la prima barba, il lavoro, il pranzo, i riti religiosi…
Del film, presentato in anteprima al Sundance Film Festival il 27 gennaio 2011 (in Italia, alle 2 del mattino di venerdì 28 nel mese di gennaio 2011) è stata proposta una replica alle 19 (ora locale di ogni nazione) dello stesso giorno. Entrambe le proiezioni sono state mandate in streaming su YouTube ad alta definizione e sottotitolate in svariate lingue tra le quali quella italiana.
Il 24 gennaio 2011 il National Geographic ha accettato di distribuire il film negli Stati Uniti.
Il 12 febbraio 2011 la pellicola è stata proiettata al 61º Festival internazionale del cinema di Berlino (Berlinale).
Il 31 ottobre 2011, YouTube annuncia che, a partire da quel giorno e con i sottotitoli disponibili in 25 lingue, il film sarà disponibile gratuitamente per la visione sul canale del progetto.

## Produzione e distribuzione
Il film è stato prodotto dalla Scott Free Productions e da YouTube; è stato distribuito da National Geographic Films. Gli effetti speciali visivi sono stati prodotti da Lip Sync Post.
La musica del film è stata composta da Harry Gregson-Williams e Matthew Herbert. La canzone di apertura del film, scritta da Herbert, è stata eseguita dalla cantante inglese Ellie Goulding.

## Lista degli autori
Gli autori dei filmati inclusi nel film sono citati nei titoli di coda come co-registi. Si tratta di:
- Phil Loarie
- Natalia Andreadis
- Kjell Bismeyer
- Jon Haas
- Per-Terie Gabrielsen
- Julia Gabrielsen
- Daniel Gastelu
- Kristopher Kauth
- Laec Christensen
- Lilit Movsisyan
- Marc Proctor
- Marianne G. Petrino
and Thomas E. Schaad
- Nick Roden
- Soma Helmi
- Harvey Glen
- Jan Van Etten
- Andrew Reams
- Cristina Bocchialini
and Ayman El Gazwy
- Sean Grey
- Joseph Michael
- Paul Richard Smith
- Xaver Walser
- David Saddler
- Alejo Crisostomo
- Chris Cate
- Alejandro Romero Pallares
- Beniamino Brogi
- Sergey Agapov
- Andreea Diana Tanasescu
- Francesco Villa
- Vania Da Rui
- Angela Hockabout
- Effer Lecebe
- Marek Mackovic
- Andreas Thiele
- S.Prince Ennares Periyar
- Alexander Rastopcin
- Thomas S. Stepleton
- Jennifer Howd
- Christophe Querry
- Cindy Baer
- Igor Saramago
- 2Stupids
- Jorge Bastardo
- Jochem Koole
- Javier De Lara Rodriguez
- Caryn Waechter
- Hiroaki Aikawa
- Ester Brym Ortiz Guillen
- Friedrich Joachim Tragauer
- Shawn Gadberry
- Toniu Xou
and Patricia Martinez Del Hoyo
- Marco Cavallini
- Ivan Zuber
- Felix Henrichs
- Amil Shivji
- Thomas Ellis
- Boris Gryshkevych
- Christopher Santiago
- Julie Couturier
- Geneviéve Dulude-Decelles
and Sarah Mannering
- Loressa Clisby
- Javed Kana
- Fred Neukam
- Justin P. Janowski
- Mario Obst
- Alex Laney
- Andrew Ray Johnson
- Guido Berger
- Tahlia Merrill
- Linda Lopez
- Yevgeniy Vaskevich
- Christian Buch Iversen
- Linda Matarasso
- Omar Ortiz
- Bailey Sutton
- Adrian Njenga
- Kate Mead
- Will Brewster
- Ryan Lynch
- Andrew John Wilhelmsen
- Alice Wenley
- Kevin Liuzzo
- Melissa Guzman
- John Lesinka Leng'eny
- Aditya Kolli
- Jusitn Swan
- Bruno Xhoxhi
- Alaa Hassan
- Bob Liginski, Jr.
- Suzanne Lucas
- Jaai' Dukstra
- Neelendra R.
- Vetrivell Velumuthu
- Rhys Wood
- Denis Baribault
- Brian Kragtwijk
- Clémentine Isaac
- Anmol Mishra
- Jared Hosid
- Michael T. Balonek
- Andrea Dalla Costa
- Malgorzata Malak
- Sergej Kondakov, mga
- Christos Pentedimos
- Flavio Comin
- Natalia Vorontsova
- Denis Rahovetskijyu
- Diana Priscila
- Joào Xàrà Aguiar Da Silva
- Takuya Morimoto
- Seth Oliver Grant
- Michajl Nazarov
- Lisa M. Cottrell-Bentley
- Zillah Bowes
- Tony Reale
- Sergey Chebkasov
- James Marcus Haney
- Justin Peele
- Joaquin Montalvan
- Mauricio Escalona Gonzalez
- Ali Hisham
- Cec Marquez
- Joseph Choi
- Ashlee Jenita Ferret
- Adrian Cornescian
- Francesco La Regina
- Ismail Youssef
- Dario Peroni
- José Fernando De Miranda
- Gerald McMahon Parsons
- Pankaj Rai
- Clare Olivia Fisher
- Randy Ray Sides
- Derek Broes
- Ida Lai
- Mao Hamamoto
- Lesley Rowland
- Antony M.J.L. Delarue
- Tran Thi Thanh Ha
- Michael Hira
- Brian House
- Pratibha Rolta
- Alberto Ramiro Gonzalez Benavides
- Johnny Nguyen
- Eduardo Sanchez
- Lilly Lee Jackson
- Torrey Meeks
- Jkeldesh
- Marian Banovski
- Sdenka Zobeida Salas Pilco
- Miguel Curado Malta
- Jeff Dolen
- Ruhel Hamed
- Valentina Rossa
- Destefano Emanuele
- Etienne Heyman
- Renchano Humtsoe
- Andrea Walter
- Andrea Da'fronza
- Sergio Donato
- Sergey Ligun
- Ben Cupczak
- Thiago Fazolari Meyer
- Jack Attridge
- Joseph Bolz
- Maria Fernanda Ferraz De Camargo
- Edward J. McNelis
- Mark Steven Mocarski
- Michel Gauthier jr
- Rachel Brown
and Tegan Bukowski
- Laura Lemijnyete
- Alfredo A. Oliveira
- Alexander St. John Westby Simcock
- Maria Antonieta Carelda Cansieco
- Marius Ionut Calu
- Denis Baroi
- Elisa Pennino
- Michael Cooper
- Anne Crossey
- Christopher Redmont
- Meuke Van Herwijnen
- Kartik Chaturvedi
- Dave Davidson
- Jennifer Wardle
- Kiril Kostov
- Christopher Brian Heerdt
- Timothy Kiernan
- Guy Hawkins
- Nicholas Gallucci
and Emmanuele Pickett
- Anastasiya Fadeeva
- Mischa Hrziwnatzki
- Dean Boysen
- Alberto Lama
- Gilbert Ndahayo
- Pisanu Mhokprakhon
- Shehab Elnoury
- Brian Hendrix
- David Jacques
- Ryan Peter Reis
- Don Thrash
- Rebecca McEvoy
and Keith McEvoy
- Rustom Bailey Irani
- Mareike Herberg
- John Walkley
- Andrea Salvatori
- Alejandro Angel T.
- Sophie Kolb
- Ian Service
- Maureen Ravelo
- Bairmuc2010
- Roberto Corso
- Roger Szilagyi
- Besnik Hyseni
- Andrew Coleman
- Sonya Mishieva
- Drake Shannon
- Haley Cummings
- Naotomo Umewaka
- Herman Daniel Afanador Jimenez
- Patrick Flanary
- Jason Bohenek
- Denis Pryanikov
- Baitijrin Alexander Muhammedovic
and Ardilanov Renat Valerevich
- Pedro Nuno Tavarez Barcelos G. Lobito
- Jens Gottschalk
- Alex Peacher
- Anthony Sheppard
- Jose Alderson
- Glenn Vivares
- Balog Zsofia
- Manasvi Kumar
- Assan Isa Aldoy
- Peter Njogu
- Kevin McMahon
- John X. Demaio
- Logan Needham
- Angélique A.E. Georges
- Frederik Boje
- Raul Rivas
- Socrates Cuadri
- Alan Teitel
- Tom Robinson
- Louie Rodriguez
- Massoud Hossaini
- Stephanie Steenstra
- Sherkhan Mateen
- Albina Kalabuhova
- Farzana Wahidy
- Timothy A. Conneally
- Frederic Lumiere
and Jane Haubrich
- David Chappelow
- M. Dowod Taban
- Georgia Merton
- Giuseppe Mattia
- John Paul Mallo
- Natalia Andreadis
- Jessica Geltz
- Leah Collum
- Massomi Sultani
- Rachel Hart
- Shir Decker
- Noorshah Noorani
- Alberta Alvarez Portela
- Jessie Brisendine
- Robin Bordeaux
- Esther De Blu
- Johanna Nifosi
- Natalie Itzkowic
- Han Siu
- Mojca Breceli
- Brad Sorensen
- Amy Levandosky
- Benjamin Richey
- Neil Tuttle
- Ina Angelina Foerster
- Bernhard Kleine-Frauns
- Christopher Farrell
- Thorben Winkler
- David Peter
- Frank De Vries
- Iddimus
- Christian Dremsa
- Mareike Sehr
- Marcus Gebauer
- Sven Matika
- Timo Jenderny
- Bjorn Neumann
- Daniel Montau
- Shankar Karuppayah
- Andrew K.
- Maike Spieker
- Sinan Lafci
- Aliriza Guler
- Kevin Meister
- Erfan Asgari Aragh
- Bojan Kekezovic
- Jen Kleinhenz
- Jobal Ferreira Almeida
- Dawud Havard
- Sergius Sutanto
- Alex Tak Lam Chan
- Johannes Dinda
- Samuel Cockedey
- Bo Kovich
- Carry Première
- Rico Damacen
- Marcus Tedenryd
- Timothy Stevens
- Gabor Kukucska
- Alison Segar
- Gaby Aguirre Apaza
- Susan Harper
- Daniel Mas Castane
- Shahin Najafipour
- Alan John Smith
- Marx Succes jr
- Ashley B. Fisher
- Erick Henning
- Nakagawa Kazuhiko
- Joaquin Granados Ortega
- Neil Fisher
- Sean Charles Denny
- Igor Lymar
- Anna Vakhotska
- Ermete Ricci
- Sara Isabel Amorim Marinho
- Satoshi Onabuchi
- Betsy DelValley
- Tomasz Skowroński
- Dorgas Muller
- Joris Mathei
- Simone Pessoa
- Kittikhun Srisathit

## Premi e riconoscimenti
- 2011 - Sundance Film Festival: Miglior prima visione categoria Documentario
- 2011 - 61° Berlinale: Presentato al Festival internazionale del cinema di Berlino 2011 nella sezione Panorama Special
- 2011 - 51° Kraków Film Festival Competizione Internazionale Documentari: Premio speciale del pubblico
- 2011 - AFI Discovery Channel Silverdocs Documentary Festival: Vincitore del Cinematic Vision Award